# بيت واسب (العدين)

تعديل مصدري - تعديل

بيت واسب محلة تابعة لقرية الشريج، التابعة لعزلة بني زهير بمديرية العدين إحدى مديريات محافظة إب في الجمهورية اليمنية.، بلغ تعداد سكانها 27 حسب تعداد اليمن لعام 2004.